# Експеримент Гріффіта

Експеримент Гріффіта відкрив "трансформаційний принцип" в пневмококовій бактерії.

Експеримент Гріффіта, результати котрого були опубліковані в  1928 році Фредеріком Гріффітом, був першим експериментом, за результатами котрого висловлювалось обгрунтоване припущення, що бактерії здатні передавати генетичну інформацію за допомогою процесу, відомого як трансформація. В подальшому були проведені подібні дослідження в кінці 1930-х років і на початку 40-х років , що призвело до висновку , що ізольована ДНК - це саме той матеріал, який переніс генетичну інформацію з одного штаму бактерій в інший.
Пневмонія була серйозною причиною смерті від  іспанки, пандемія котрої вибухнула після Першої світової війни, і Гріффіт вивчав можливість створення вакцини від цього захворювання. Гріффіт використовував два штами пневмокока (Streptococcus рпеимопіае) бактерії, які заражають мишей – типу III-S (гладким), який був вірулентним, а типу II-R (грубий) штам, який був не вірулентний.  III-S штаму вкривав себе полісахаридною капсулою, яка захищала його від імунної системи господаря , а другий-Р штам не мав капсули і знищувався імунною системою господаря. Німецький бактеріолог, Фред Нейфельд, виявив три пневмококової типи (типи I, II і III) і реакції для їх ідентифікації в лабораторних умовах. До Гріффітового експеримента, бактеріологи вважали, що види були нерухомі і незмінні, від одного покоління до іншого.
В цьому експерименті, бактерії з III-S штаму загинули від обробки високою температурою, і їх залишки були додані до II-R штаму бактерій. У той час як жоден штам окремо не завдавав шкоди мишам, комбінація зуміла убити свого хазяїна. Гріффіт також зумів ізолювати як живий II-R, так і живий III-S штами пневмокока з крові цих мертвих мишей. Гріффіт прийшов до висновку, що тип II-R було "конвертовано" у смертельний III S штам за допомогою якогось "матеріалу трансформації", котрий був частиною вбитого температурою III-S  штаму бактерій.
Сьогодні ми знаємо, що "трансформуючим матеріалом", котрий спостерігав Гріффіт, була ДНК III-S  штаму бактерії. У той час як бактерії були вбиті, ДНК пережила процес нагрівання і потрапила в клітини II-R штаму бактерій. III-S штам ДНК містить гени, які формують захисну полісахаридну капсулу. Оснащений цими генами, колишній II-R штам бактерій отримав можливість захищатись від імунної системи гсоподаря і став вірулентним. Точна природа трансформаційного матеріалу (ДНК) була встановлена в експериментах зробленими Евері, Маклеод і Маккарті і Герші і Чейз.

## Подальше читання
- Daniel Hartl; Elizabeth Jones (2005). Genetics: Analysis of Genes and Genomes, 6th edition. Jones & Bartlett. 854 pages. ISBN 0-7637-1511-5.
- Lehrer, Steven (2006). Explorers of the Body (вид. 2nd). United States: iUniverse, Inc. ISBN 0-595-40731-5.